# 호비뉴
호브송 지 소자(포르투갈어: Robson de Souza ˈʁɔpsõ d(ʒi) ˈsowzɐ[*] 혹은 포르투갈어:  ˈʁɔbisõ d(ʒi) ˈsowzɐ[*], 1984년 1월 25일 ~)는 흔히 호비뉴(포르투갈어: Robinho ʁɔˈbĩɲu[*])로 알려진 브라질의 은퇴한 축구 선수로, 현역 시절 포지션은 공격수였다. 그는 공을 다루는 능력, 스파이더맨 센스, 그리고 드리블 능력으로 알려져 있다.
1999년, 호비뉴는 불과 14세의 나이에 브라질 전설 펠레에 의해 후계자로 지목되었고, 펠레 시대 이후로는 산투스의 첫 캄페오나투 브라질레이루 세리이 A 우승으로 이끌었다. 그 후로, 그는 산투스에서의 두 번째 우승을 거두고 레알 마드리드에서도 라리가 우승을 2차례 거두었다. 그는 밀란에서의 첫 시즌에 이탈리아 세리에 A 우승도 차지했다.

## 클럽 경력

### 산투스
호비뉴는 상파울루주 상비센치 출신이다. 2002년, 그는 18세의 나이에 산투스와 첫 프로 계약을 맺었다. 그는 첫 시즌에 24경기에 출전하여 1골을 기록했고, 산투스는 2002년 캄페오나투 브라질레이루 우승을 달성했다. 그는 산투스 일원으로 2003년 코파 리베르타도레스 결승행 주역이 되었지만, 결승전에서 보카 주니어스에 패했다. 2004년, 호비뉴는 37경기 출전 21골로 1년을 마쳤고, 산투스는 또다시 캄페오나투 브라질레이루 정상에 올랐다.
그의 기량은 2004년 여름에 다수 유럽 구단들의 관심을 끌어모았지만, 호비뉴는 브라질 구단이 모든 제의를 거절하면서 산투스에 잔류했다. 그의 기량은 2005년에 들어 모친 마리나 다 시우바 소자가 11월 6일에 프라이아 그란지의 자택에서 총 든 괴한들에게 납치당하며 주춤했지만, 그의 모친은 6주 후 몸값을 받고 온전히 풀려났다.
호비뉴는 12번의 리그 경기에서 9골을 득점했고, 그의 몸값은 재능이 만개하면서 더욱 올랐고, 유럽 축구계는 그의 존재에 더욱 관심을 갖게 되었다. 산투스는 이후 구단의 거물급 선수를 지키기 어려울 것임을 판단하기 시작했다. 2005년 7월, 스페인 거함 레알 마드리드가 인수 조항 60%에 해당하는 €24M의 이적료를 산투스에 지불하면서 호비뉴를 영입했다.

### 레알 마드리드
호비뉴는 레알 마드리드를 떠나면서 공석이 된 루이스 피구의 등번호 10번을 받았다. 호비뉴는 마드리드에서의 1년차를 37경기 출전 14골로 마쳤다. 2006-07 시즌, 호비뉴는 바르셀로나와의 시즌 첫 고전 더비 경기에서 최우수 선수로 선정되는 활약을 펼치고도 파비오 카펠로 감독이 그를 후보 선수로만 기용했다. 호비뉴는 겨울 휴식기 이후에야 주전 11인에 다시 입지를 확보했고, 이후 레알 마드리드가 그 시즌에 30번째 라 리가 우승을 차지하는데 큰 힘을 보탰다. 이 리그 우승은 호비뉴의 통산 세 번째 리그 우승이기도 했다.
그러나, 카펠로는 이후에 해임되고 베른트 슈스터가 레알 마드리드 신임 감독으로 취임했다. 호비뉴는 2007-08 시즌을 리그에서 11골 8도움을 올리는 것으로 마쳤고, UEFA 챔피언스리그에서도 4골을 추가했다. 같은 시즌, 호비뉴는 시즌 후반기 시작과 함께 부상을 당했다. 그는 로마와 UEFA 챔피언스리그 경기를 치르는 시점에 완전히 회복되지 않은 채로 마드리드 선수단에 합류했다. 그러나, 몇 주 전, 호비뉴는 2008년 3월 3일에 레크레아티보와의 원정 경기에서 2골을 추가해 라 리가 우승 경쟁에 불을 치폈다. 이 경기 시점에 바르셀로나가 주춤했고, 결국 레알 마드리드는 통산 31번째이자 호비뉴의 개인 통산 4번째 리그 우승을 달성했다.
호비뉴는 자신이 마드리드에 머무른 3년동안 라울과 뤼트 판 니스텔로이에 이어 레알 마드리드 선수단 내 득점 3위를 기록했다. 그는 도움 순위에도 구티에 이어 2위를 차지했고, 골키퍼 이케르 카시야스와 더불어 2007-08 시즌 발롱도르와 FIFA 올해의 선수 최종 후보 10인 명단에 이름을 올린 유이한 마드리드 선수였다.
라몬 칼데론 레알 마드리드 회장은 호비뉴와 2007-08 시즌 중반에 새로 계약 협상할 것을 약속했지만 실현되지 못했다. 대신, 칼데론은 여름에 협상할 것이라 말을 바꾸었지만, 칼데론은 그에게 뒤통수를 쳤다. 호비뉴는 마드리드가 자신을 이용해 크리스티아누 호날두를 2008년 여름에 맞바꿔 영입하려 시도했기 때문에 협상을 개시하지 않았다는 이유을 알아냈다. 호날두의 영입이 실패로 돌아가면서, 마드리드는 호비뉴와 재협상을 시도했지만, 호비뉴는 거절하고 첼시로의 이적을 요청했다.

### 맨체스터 시티

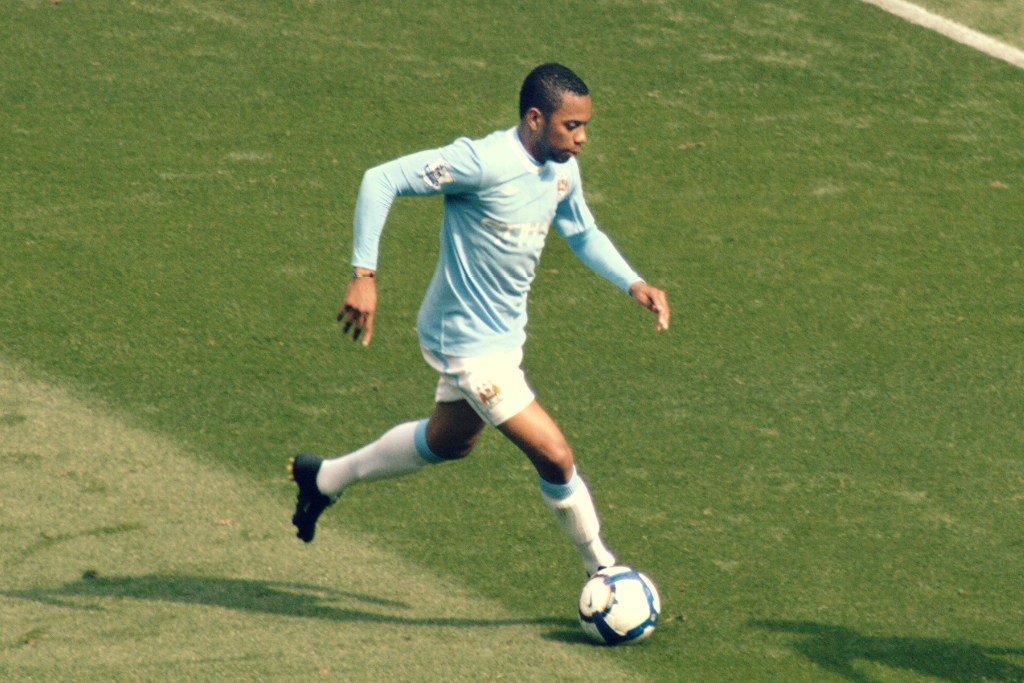
2009년, 맨체스터 시티의 호비뉴

2009년 9월 1일, 프리미어리그 여름 이적 시장 말일, 호비뉴는 €41M과 €42M 사이의 이적료 (£32.5M) 에 맨체스터 시티와 4년 계약을 맺었다. 그의 이적은 아랍계 투자사 아부다비 유나이티드 그룹의 구단 인수일과 같은 날에 성사되었다.
호비뉴는 앞서 첼시와 연락망이 닿았었고, 자신도 이적 시장 종료가 임박한 시점에 런던 연고 구단에서 활약할 의사를 밝혔다. 8월 27일, 피터 케년 첼시 수석 단장은 마드리드가 호비뉴의 이적에 합의를 보았다는 점을 확인해 구단이 이적 성사 여부에 "자신한다"고 밝혔다. 호비뉴의 첼시행은 맨체스터 시티로의 이적을 놓고 뜬끔 없이 발언하기 전까지 확실시 되었는데, 당시 호비뉴는 기자회견에서 "전날, 첼시가 좋은 제의를 했고 저는 승락했습니다."라고 말하고 "맨체스터를 말씀하시는 것이지요, 맞지요?" "네, 맨체스터, 죄송합니다!"라고 이어 말했다.
가디언지와의 기자회견에서 호비뉴는 브라질인 동료 조와 일라누의 입단이 대형 구단으로 보이게 만들어 맨체스터 시티 입단에 큰 영향을 끼쳤다고 밝혔다. 2008년 9월 13일, 그는 프리미어리그 데뷔전을 치러 첫 골을 득점했는데, 공교롭게도 그의 이적설에 연루되었던 첼시와의 이 안방 경기는 1-3 패배로 끝났다. 10월 26일, 그는 스토크 시티와의 경기에서 첫 프리미어리그 해트트릭을 달성했고, 11월 6일, 트벤터와의 UEFA컵 경기에서는 맨체스터 시티 소속으로 첫 유럽대항전 골을 기록해 3-2 승리에 일조했다. 그는 리처드 던이 징계로 결장한 헐 시티와의 경기에서 주장 완장을 차고 경기에 임했고, 결과는 2-2 무승부였다.
4월 19일, 호비뉴는 리그 13호골을 기록했고, 4월 25일, 2-1로 이긴 에버턴과의 원정 경기에서 결승골을 기록했는데, 시티는 2008년 8월 31일 이래 처음으로 원정 경기 승리를 거두었다. 그 다음 주, 그는 블랙번 로버스와의 경기에서 3경기 연속골을 기록했고, 맨체스터 시티는 3-1 승리를 거두었다. 호비뉴는 14골로 맨체스터 시티 선수단 득점 1위이자 리그 전체 득점 4위로 시즌을 마무리했다.
그는 맨체스터 시티 2년차에 부진한 모습을 보였다. 그는 부상으로 시즌 초반 3달을 결장했고, 총 12경기 (프리미어리그 10경기) 에 출전하고 1골 (하위권 스컨소프 유나이티드와의 FA컵 경기에서 기록) 에 그쳤다. 이로 인해, 그는 구단 모임에서 밀려나 1월 이적 시장에서 구단을 떠날 의사를 밝혔다.

#### 산투스 임대

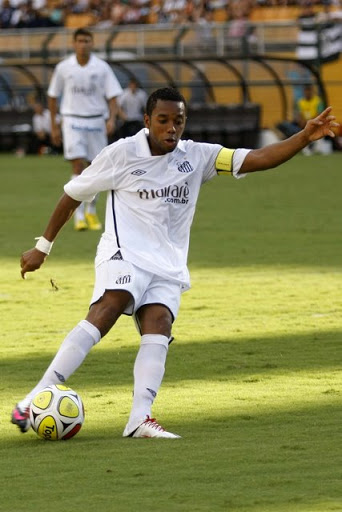
2010년, 산투스의 호비뉴

2010년 1월 28일, 고립된 호비뉴는 맨체스터 시티에서 친정 구단 산투스로 6달간 임대로 이적했다. 그는 FIFA 월드컵이 임박한 상황에 맨체스터 시티에서 매 경기 뛰고 싶었지만, 그리하지 못해 상파울루행을 거절한 후 산투스로 이적해 브라질로 복귀했다고 밝혔다. 산투스 복귀 후, 호비뉴는 발뒤꿈치로 그의 영입을 갈망했던 상파울루를 상대로 경기 종료 5분을 남기고 득점했고, 물고기 군단은 2-1 승리를 쟁취했다. 임대 기간의 최종전은 8월 4일자 경기로 호비뉴는 산투스의 코파 두 브라지우 우승을 도왔다. 비록 산투스는 비토리아에게 1-2로 패했지만, 합계 3-2로 우위를 점해 사상 첫 대회 우승을 달성했다. 이후, 호비뉴는 잉글랜드로 복귀하기보다 산투스에 잔류할 의사를 밝혔다. 그러나, 맨체스터 시티는 임대 계약 연장 제안을 거절했고, 산투스는 이적 제의를 내지 못했다.
호비뉴는 2010년 8월에 맨체스터 시티로 복귀했지만 8월 31일 여름 이적 시장이 마감되기 전까지 이적을 원한다는 의사를 표했다. 터키의 페네르바흐체와 베식타시가 이적 협상을 위해 맨체스터 시티와 접촉했지만, 호비뉴는 터키행을 거절했고, 자신은 스페인이나 이탈리아 구단으로 이적하고 싶다는 의사를 밝혔다.

### 밀란

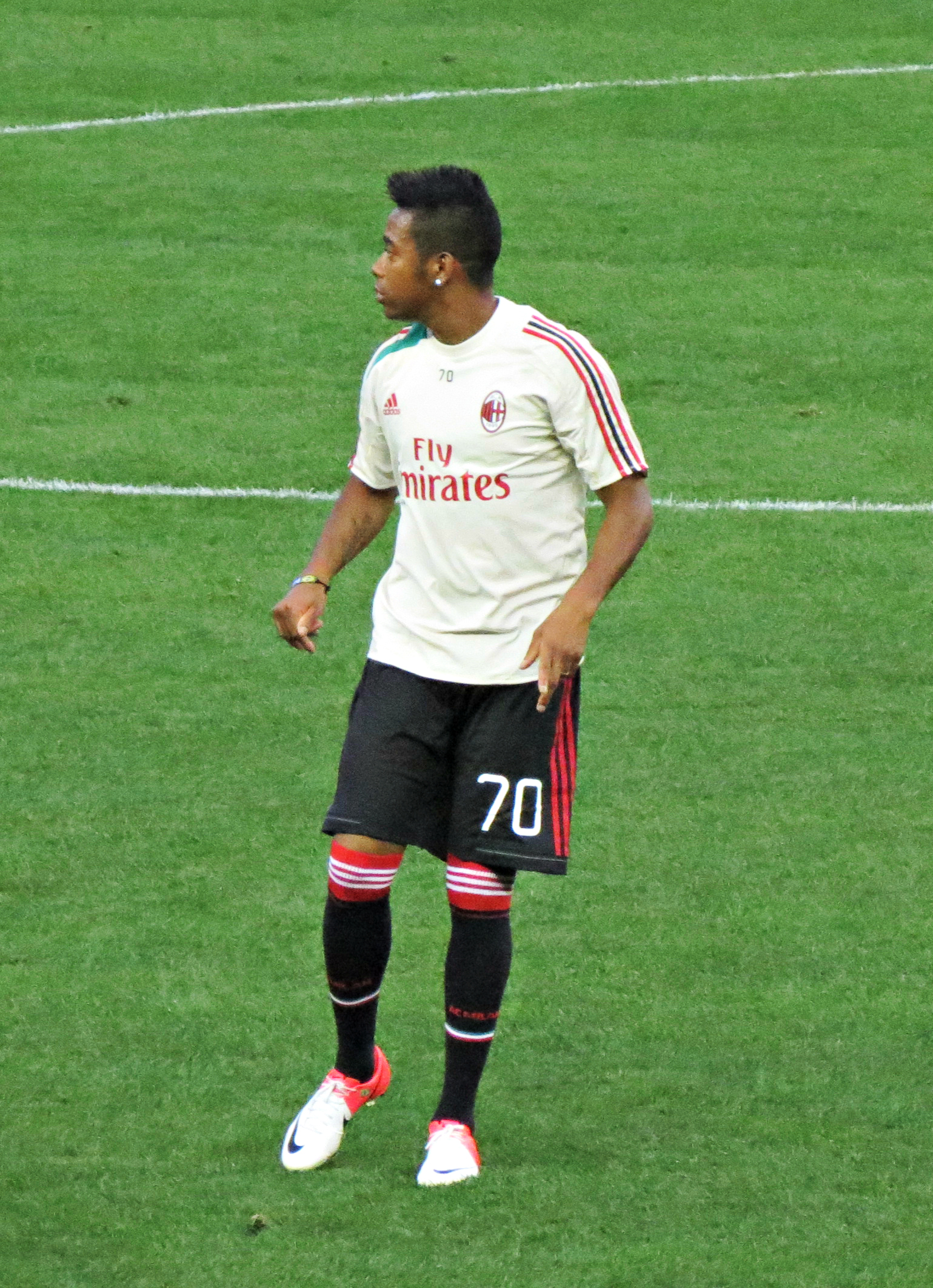
2012년, 밀란의 호비뉴

#### 2010–11 시즌
2010년 8월 31일, 호비뉴는 €18M (£15M) 에 맨체스터 시티에서 밀란으로 이적했고, 4년 계약을 맺었다. 그는 0-2로 패한 승격 새내기 체세나와의 경기에서 교체로 들어가 신고식을 치렀다. 그는 1-0으로 이긴 제노아와의 경기에 처음으로 선발 출전했다. 2010년 10월 16일, 그는 키에보베로나와의 경기에서 추가 시작에 첫 골을 기록해 3-1 승리에 공헌했다. 2010년 10월 25일, 그는 나폴리와의 세리에 A 경기에서 득점 행진을 이어나갔다. 그는 이후, 삼프도리아와의 경기에서 밀란의 선제골을 넣었지만, 60분에 잠파올로 파치니에게 동점골을 얻어맞아 무승부로 경기가 끝났다.
2010년 12월 4일, 호비뉴는 3-0으로 이긴 산 시로에서 열린 브레시아와의 경기에서 밀란의 추가골을 기록해 3-0 완승에 일조했다. 8일 후인 12월 12일, 그는 3-0으로 이긴 볼로냐전에서도 소속 구단의 추가골을 기록했다. 그는 또다시 3-0으로 밀란이 이긴 바리전에서 2011년 개인 1호골을 기록했다. 1월 29일, 그는 카타니아전에서 즐라탄 이브라히모비치가 찬 프리킥이 굴절된 것을 선제골로 스스로 집어넣었고, 이후 이브라히모비치의 골을 도와 밀란의 2-0 승리를 도왔다. 2011년 2월 12일, 그는 파르마와의 경기에서 밀란 이적 후로는 처음으로 2골을 기록해 밀란의 4-0 승리를 견인했다. 2011년 5월 14일, 호비뉴는 칼리아리와의 리그 37차전에서도 2골을 뽑아냈고, 경기 후 구단이 작은 방패 탈환 축하 행사를 치를 수 있게 했다.

#### 2011–12 시즌

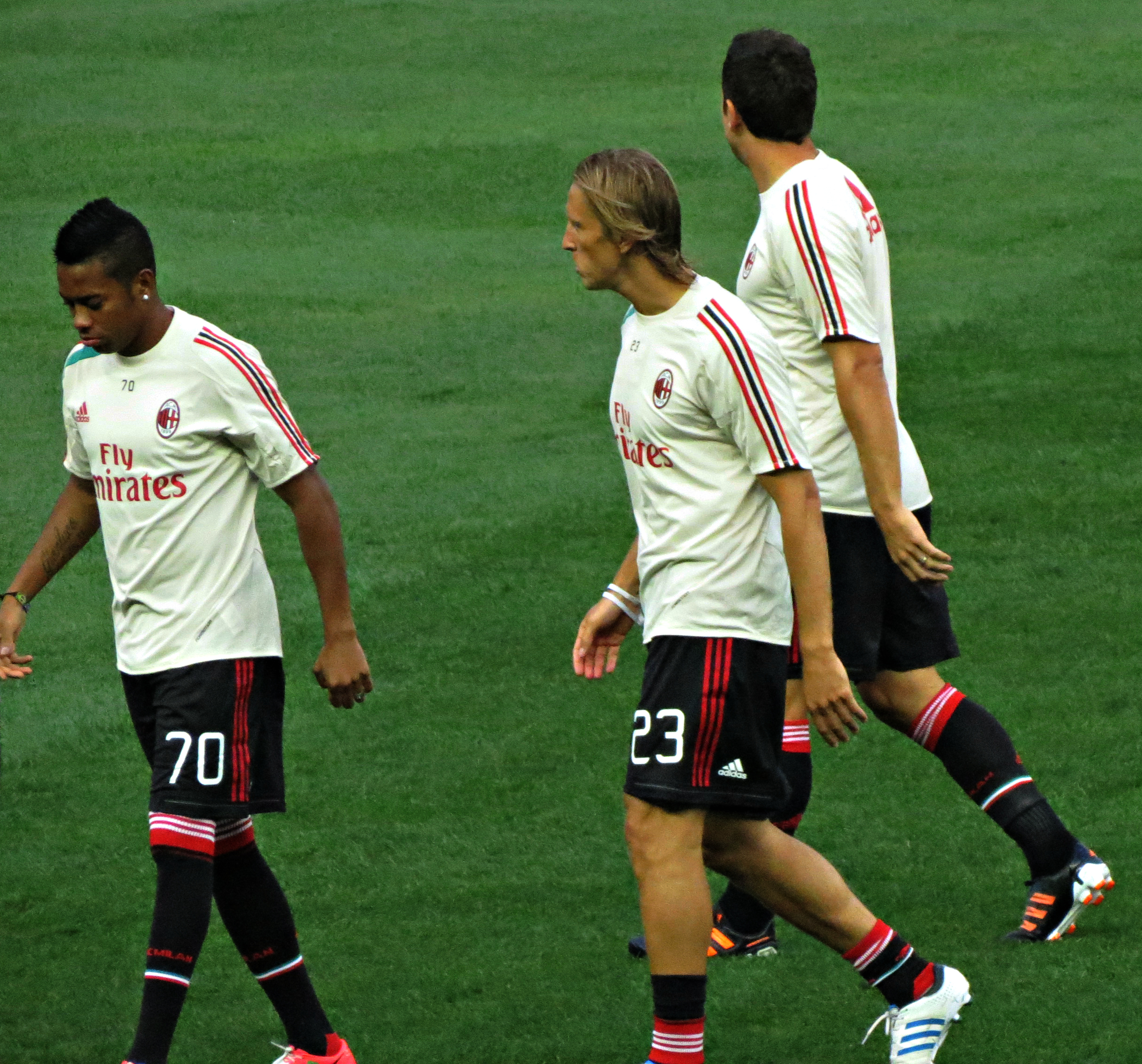
2012년, 밀란 훈련의 호비뉴

그는 2011-12 시즌을 준수하게 시작했는데, 밀란이 수페르코파 이탈리아나에서 인테르나치오날레를 이길 수 있게 도왔다. 모든 대회를 통틀어 11골을 기록한 호비뉴는 밀란의 세리에 A 준우승에 일조했다.

#### 2012–13 시즌

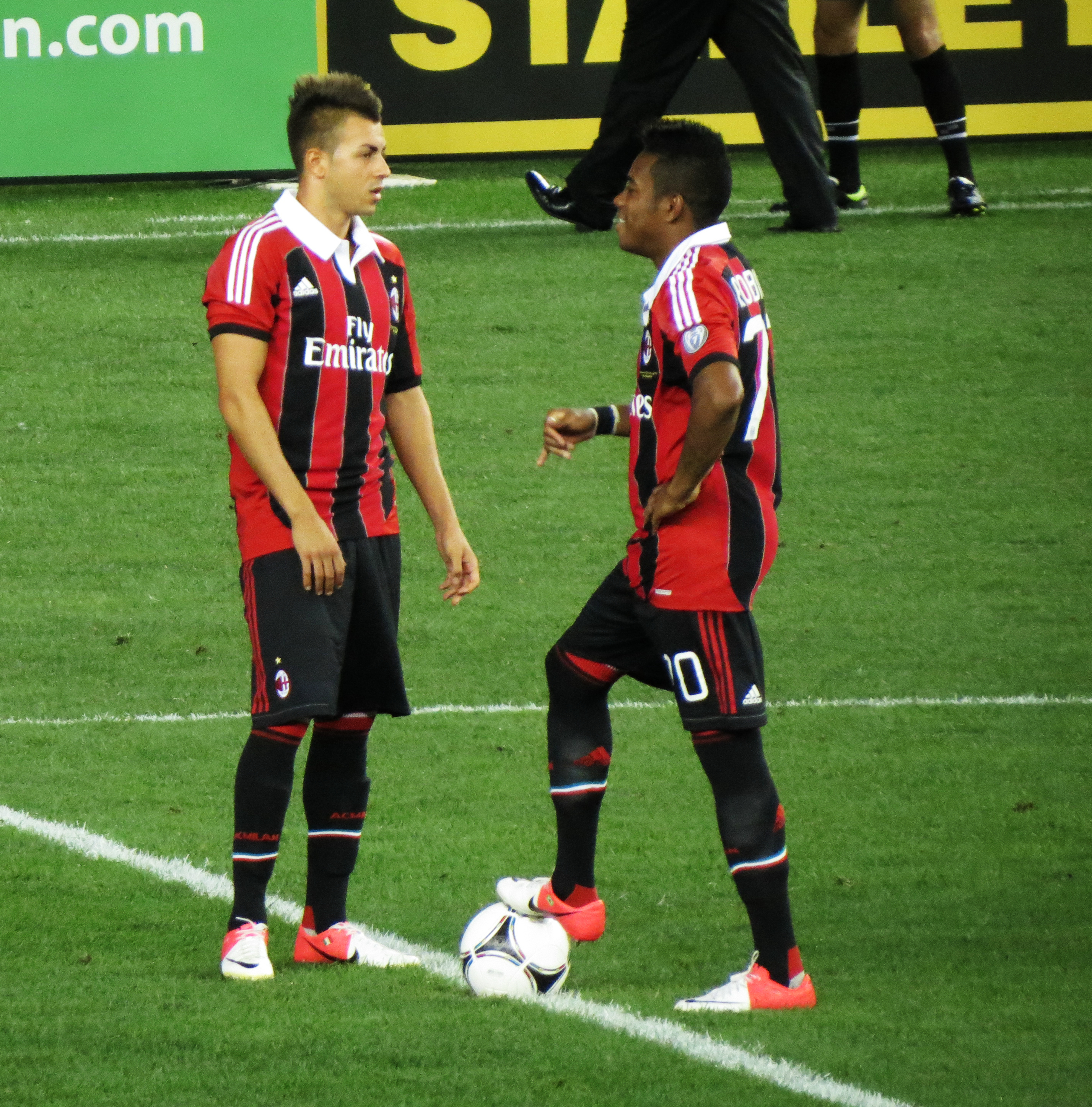
2012년 8월, 중앙 부근에 선 밀란의 호비뉴 (오른쪽) 와 스테판 엘 샤라위

구단의 전설 필리포 인차기가 밀란을 떠나면서 알레샨드리 파투가 9번을 가져가자, 호비뉴가 파투의 7번을 가져갔다. 호비뉴는 삼프도리아와의 2012-13 시즌 세리에 A 1라운드 경기에 출전했지만, 부상으로 위르비 에마뉘엘손과 교체되어 나갔다. 호비뉴는 2-0으로 이긴 칼리아리전에서 교체로 복귀전을 치렀다. 나흘 후, 밀란은 파르마와의 원정 경기에서 비겼고, 호비뉴는 이 경기에 교체로 들어갔다. 호비뉴는 인테르나치오날레전에 교체로 출전했지만, 밀란은 경기를 0-1로 졌다. 호비뉴는 이후 훈련 도중 부상을 당해 5경기에 결장했다. 그는 유벤투스와의 2012년 11월 25일 경기에 시즌 1호골을 넣었고, 이 골은 1-0 결승골이 되었다.
호비뉴는 2013년 1월과 2013년 7월에 친정 구단 산투스 복귀를 거의 성사시킬 뻔했으나, 호비뉴의 주급 문제로 두 차례 모두 무산되었다.
2013년 7월 18일, 호비뉴는 주급을 삭감하고 밀란과 재계약을 맺어 2016년까지 검정-빨강 군단 소속으로 남게 되었다. 그의 기존 계약 만료일은 2014년 6월 30일이었다.

#### 2013–14 시즌
호비뉴는 2013년 7월 27일, 발렌시아와의 시즌 전 친선전에서 사타구니 부상을 당해 시즌을 앞두고 준비하는 과정에 차질을 빚었다. 경기에서 부상으로 빠지기 전, 그는 페널티킥을 실축했지만, 1분 후, 정상적인 경기 진행 상황에서 골을 넣었다.
10월 22일, 호비뉴는 H조 머리 구단 바르셀로나와의 UEFA 챔피언스리그 2013-14 경기에서 같은 국적의 카카로부터 패스를 받아 선제골을 기록했다. 그러나, 리오넬 메시에게 동점골을 허용한 후, 그는 후반전에 추가골을 넣을 기회를 날려버렸고, 경기는 1-1 무승부로 끝났다. 11월, 셀틱과의 UEFA 챔피언스리그 경기 도중에 이번에는 어깨가 빠지는 부상을 당했다.
2014년 1월 15일, 그는 산 시로에서 벌어진 스페치아와의 코파 이탈리아 8강전에서 밀란의 유일한 한 골을 득점했다. 그는 세리에 B 구단을 상대로 가까운 거리에서 머리로 골을 넣어 3-1 승리에 일조했다. 2월, 왼쪽 허벅지에 부상을 당하면서 아틀레티코 마드리드와의 UEFA 챔피언스리그 16강 1차전 출전이 좌절되었다. 그는 스페인에서 열린 2차전에 교체로 출전했지만 빨강-하양 군단을 상대로 합계 1-5로 패하는 것을 막지 못했다.

#### 산투스 재임대
2014년 8월 6일, 호비뉴는 상파울루 구아룰류스 국제공항을 통해 입국해 산투스로 1년 임대 계약을 맺고 복귀했다. 필리포 인차기 신임 감독의 계획에서 제외되었음에도 불구하고, 이탈리아 구단 측이 호비뉴의 주급을 지불하고 물고기 군단측이 월급으로 R$400,000을 부담하고, 밀란이 R$400,000을 책임질 것으로 발표되었다.
호비뉴는 이튿날 입단식을 치렀고, 숙적 코린치앙스와의 경기 후 경기를 치를 의사를 밝혔다. 8월 10일, 그는 0-1로 패한 안방 경기에 선발로 출전해 물고기 군단 복귀전을 치렀다.
호비뉴는 나흘 후 복귀 신고 골을 기록하고, 히우두의 골을 도와 론드리나와의 코파 두 브라지우 안방 경기 2-0 승리를 견인했다. 그의 2호골은 2-0으로 이긴 그레미우와의 같은 대회 원정 경기에서 터졌다.
9월 13일, 호비뉴는 브라질레이랑 1호골을 기록해 소속 구단이 코리치바와의 안방 경기에서 2-1로 이기는데 일조했다. 9월 21일, 그는 3-1로 이긴 피게이렌시와의 경기에서 왼발로 골을 추가해 3-1 승리를 도왔다. 2015년 6월 30일, 앞서 밀란과의 계약을 5월에 해지했던 호비뉴는 계약 만료로 물고기 군단을 떠났다.

### 광저우 에버그란데
2015년 7월 16일, 호비뉴는 같은 국적 루이스 펠리피 스콜라리가 이끄는 중국 슈퍼리그의 광저우 에버그란데와 6개월 계약을 맺었고, 전 국가대표팀 동료 파울리뉴와 동행하게 되었다. 2015년 7월 23일, 그는 바이에른 뮌헨과의 친선경기에서 광저우 비공식 데뷔전을 치렀다. 2015년, 그는 중국 슈퍼리그를 우승했다.
2016년 2월 1일, 광저우와의 계약이 만료되면서 호비뉴는 자유 계약 상태로 풀려났다.

### 아틀레치쿠 미네이루
2016년 2월 11일, 호비뉴는 아틀레치쿠 미네이루와 2년 계약을 체결했다.

## 국가대표팀 경력

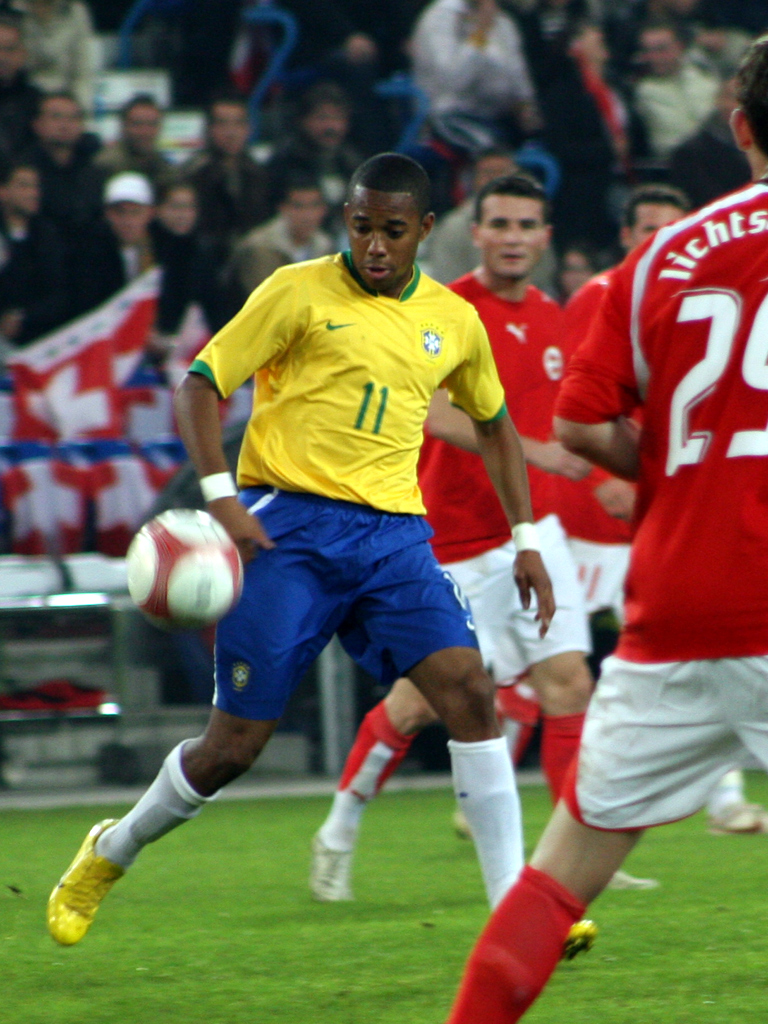
스위스전에 출전한 브라질의 호비뉴

호비뉴는 2003년 CONCACAF 골드컵의 브라질 선수단 일원으로 참가해 0-1로 패한 멕시코와의 7월 13일 경기에 브라질 국가대표팀 신고식을 치렀다. 비록 브라질은 CONCACAF 골드컵 대회에 U-23 국가대표팀 선수단을 파견했지만, FIFA에서는 이 대회 경기를 모두 성인 대표팀 경기로 간주했다. 그는 2005년 FIFA 컨페더레이션스컵의 브라질 선수단 일원으로 참가해 우승을 거두었다. 대회에서, 호비뉴는 아드리아누와 공격을 맡아 그리스와 일본과의 조별 리그전에서 득점을 기록했다.
호비뉴는 독일에서 열린 2006년 FIFA 월드컵에 참가할 브라질 선수단에 이름을 올렸다. 본선에서, 주축 공격 자원으로 호나우두, 호나우지뉴, 아드리아누, 그리고 카카가 존재함에 따라 호비뉴는 주로 후보 선수로 기용되었다. 그러나, 호비뉴는 4-1로 이긴 일본과의 조별 리그 최종전에 브라질 선발로 출전했다. 그는 0-1로 패한 프랑스와의 8강전에서 3번째 교체 출전을 했다.
브라질의 FIFA 월드컵 주축 공격진이 빠지면서, 호비뉴는 1년 뒤에 열린 2007년 코파 아메리카에서 주전 공격수로 참가했다. 호비뉴는 대회에서 그의 유년 시절 우상 호마리우가 썼던 11번 유니폼을 입었다. 호비뉴는 조별 리그에서 브라질이 기록한 4골을 홀로 기록했는데, 칠레와의 조별 리그전에서는 해트트릭으로 브라질의 완승을 견인했고, 1-0으로 이긴 에콰도르전에서도 페널티킥으로 골을 넣었다. 이후, 그는 6-1로 이긴 칠레와의 8강전에서 2골을 추가했다. 이후, 브라질은 결승전에서 아르헨티나를 3-0으로 완파하고 대회 정상에 올랐다. 호비뉴는 개인상을 석권했는데, 골든 슈를 타는 것 외에도 대회 최우의 선수로도 선정되었다.
2009년, 그는 남아프리카 공화국에서 열린 2009년 FIFA 컨페더레이션스컵에 브라질 대표로 참가해 우승 주역이 되었다. 그는 대회 전 경기에 출전했는데, 브라질은 결승전에서 미국을 꺾고 대회 정상을 차지했다.

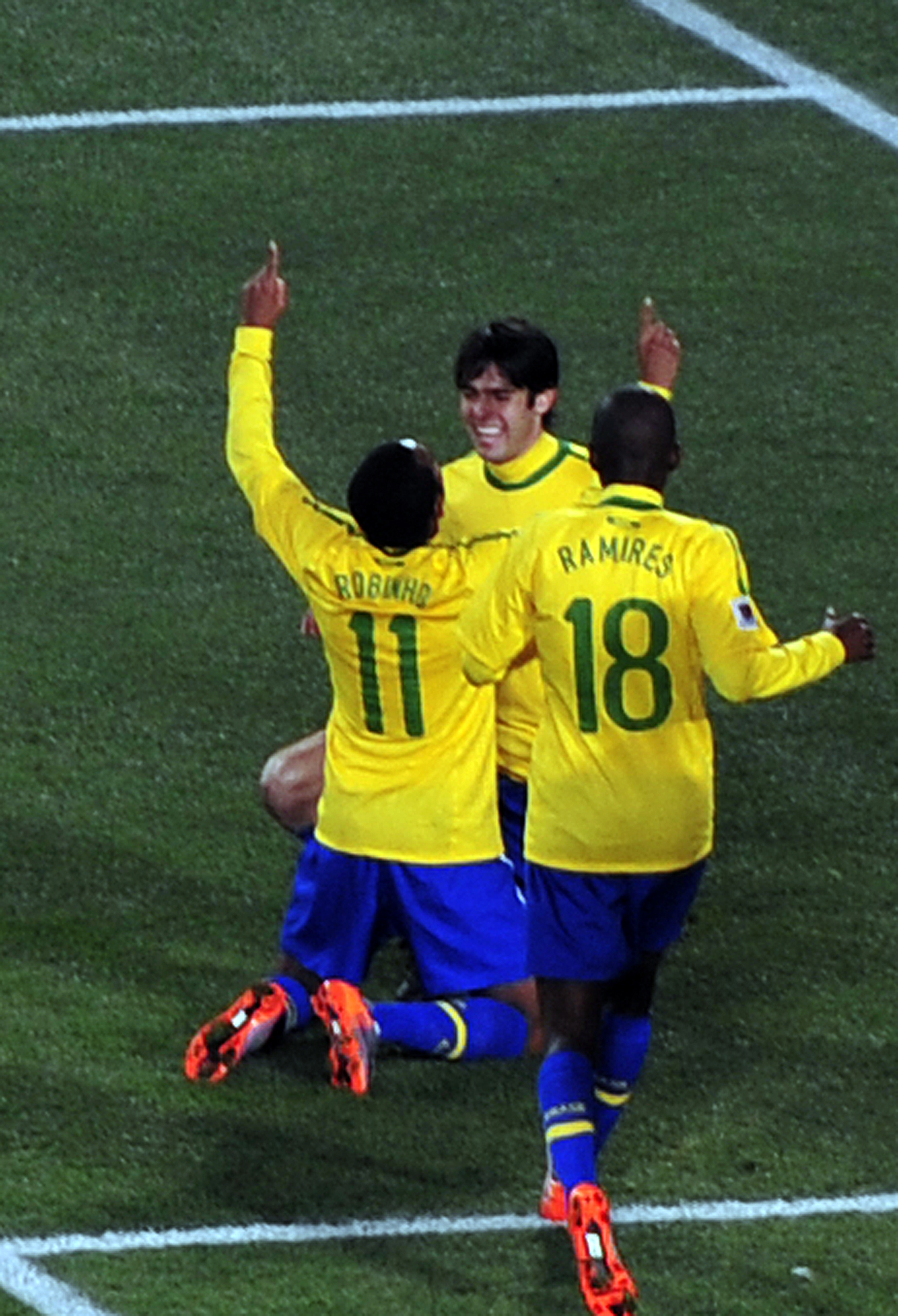
2010년 FIFA 월드컵의 호비뉴, 카카, 그리고 하미리스

호비뉴는 2010년 FIFA 월드컵의 브라질 선수단에 이름을 올렸고, 그는 루이스 파비아누와 공격을 맡았다. 그는 칠레와의 16강전에서 골을 신고해 브라질이 3-0으로 이기고 8강에 진출할 수 있도록 도왔다. 그는 이어지는 네덜란드와의 8강전에서 선제골을 기록했지만, 브라질은 1-2로 역전패를 당해 탈락했다.
2011년 코파 아메리카에서 형편 없는 활약을 펼친 호비뉴는 브라질 주전 공격수 지위를 자드송에게 빼앗겼다.
2013년 10월 31일, 2년동안 국가대표팀에 차출되지 않았던 호비뉴는 루이스 펠리피 스콜라리 감독에 의해 다시 선택받은 자들의 일원이 되었다. 그는 각각 11월 16일과 19일에 치른 온두라스전과 칠레전에 모두 참가했다.

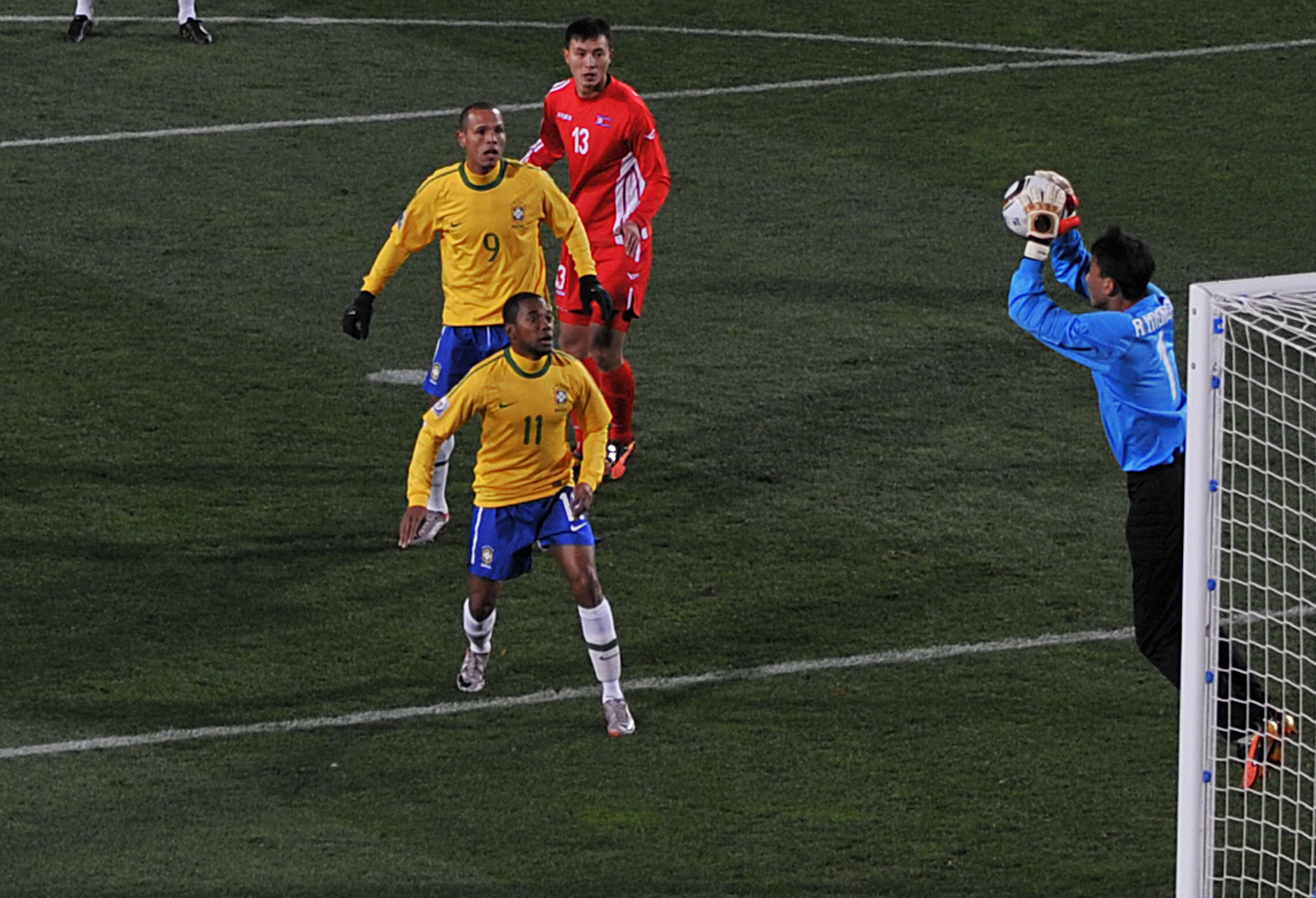
호비뉴는 2010년 FIFA 월드컵에서 2골을 기록했다

호비뉴는 이 중 칠레와의 경기에서 2011년 이래 처음으로 국가대표팀 득점을 기록했다. 그러나, 그는 2014년 FIFA 월드컵에 참가할 스콜라리의 선수단에 포함되지 못했다.
FIFA 월드컵 종료 후, 후임 감독으로 복귀한 둥가는 호비뉴를 브라질 국가대표팀에 다시 차출했다. 2014년 9월 6일, 호비뉴는 1-0으로 이긴 콜롬비아와의 경기에서 13분 교체로 출전했고, 마이애미에서 벌어진 이 경기는 1-0 승리로 끝났다. 2015년 5월, 호비뉴는 칠레에서 열리는 2015년 코파 아메리카에 참가할 브라질의 23인 선수단에 포함되었다. 그는 베네수엘라와의 조별 리그 최종전 경기에서 네이마르가 대회의 남은 경기에 참가할 수 없게 되면서 선발로 출전했다. 시작 9분만에 호비뉴는 코너킥을 치아구 시우바에게 띄워주었고, 시우바는 브라질이 앞서나가는 골을 넣어 브라질이 2-1로 이겼고, 조 1위로 8강에 올랐다. 6월 27일, 호비뉴는 파라과이와의 8강전에서 선제골을 넣었지만, 브라질은 승부차기 끝에 3-4로 져 탈락했다.

## 플레이스타일
발빠르고, 창조적이며, 민첩하며, 천부적인 기술력을 지닌 호비뉴는 우아함, 공 제어 능력, 공격 본능, 그리고 드리블 능력은 물론 빠른 발로 가위나 퍼덕이 같은 기교와 농락하는 능력으로도 알려져 있다. 그는 조숙한 기량 성장과 공 다루는 능력으로 유년 시절부터 펠레와 견주어졌다. 대게 배치 형태에 구애받지 않는 그는 다양한 공격 역할을 맡을 수 있는데, 주로 측면 공격을 맡지만, 후방 공격수 혹은 주 공격수로도 기용되기도 하며, 공격 전개에 큰 영향을 끼치고, 직접 득점하거나 골을 도울 수 있는 능력이 있어 공격형 미드필더로도 기용되기도 했다. 그러나, 호비뉴는 근면성 부족, 전술적 이해 부족, 그리고 나약한 신체 능력으로 질타의 대상이 되기도 했는데, 그로 인해 넘어진 척 속이려는 경향이 있다. 유망주 시절에 엄청난 재능을 선보였지만, 그는 현역 생활 도중 기복이 잦았고, 체육계 인사들로부터 기대를 못미치는 활약을 펼쳤다는 평가를 받기도 했다.

## 사생활
2004년 11월, 호비뉴의 모친은 총을 든 괴한에게 납치당했었다. 그의 어머니는 다음 달 온전히 풀려났다.
2009년, 호비뉴는 비비안 굴리엘미네티를 배우자로 맞이했다. 두 부부는 슬하에 두 아들을 두고 있는데, 장남 호브송 주니오르는 2007년 12월 17일 산투스에서 났고, 차남 잔루카는 2011년 4월 20일 상파울루에서 출생했다.

## 경력 통계

### 클럽
2017년 12월 7일 기준
| 클럽                | 시즌        | 리그         | 리그 | 리그 | 컵   | 컵 | 리그 컵 | 리그 컵 | 대륙 | 대륙 | 기타 | 기타 | 합계 | 합계 |
| 클럽                | 시즌        | 단계         | 출장 | 골   | 출장 | 골 | 출장    | 골      | 출장 | 골   | 출장 | 골   | 출장 | 골   |
| ------------------- | ----------- | ------------ | ---- | ---- | ---- | -- | ------- | ------- | ---- | ---- | ---- | ---- | ---- | ---- |
| 산투스              | 2002        | 세리이 A     | 30   | 10   | —    | —  | —       | —       | —    | —    | 3    | 0    | 33   | 10   |
| 산투스              | 2003        | 세리이 A     | 32   | 9    | —    | —  | —       | —       | 20   | 6    | 6    | 0    | 58   | 15   |
| 산투스              | 2004        | 세리이 A     | 35   | 21   | —    | —  | —       | —       | 10   | 4    | 10   | 7    | 55   | 32   |
| 산투스              | 2005        | 세리이 A     | 11   | 7    | —    | —  | —       | —       | 9    | 6    | 14   | 11   | 34   | 24   |
| 산투스              | 합계        | 합계         | 108  | 47   | —    | —  | —       | —       | 39   | 16   | 33   | 18   | 180  | 81   |
| 레알 마드리드       | 2005–06     | 라 리가      | 37   | 8    | 6    | 4  | —       | —       | 8    | 0    | —    | —    | 51   | 12   |
| 레알 마드리드       | 2006–07     | 라 리가      | 32   | 6    | 2    | 1  | —       | —       | 7    | 1    | —    | —    | 41   | 8    |
| 레알 마드리드       | 2007–08     | 라 리가      | 32   | 11   | 2    | 0  | —       | —       | 6    | 4    | 2    | 0    | 42   | 15   |
| 레알 마드리드       | 2008–09     | 라 리가      | 0    | 0    | 0    | 0  | —       | —       | 0    | 0    | 1    | 0    | 1    | 0    |
| 레알 마드리드       | 합계        | 합계         | 101  | 25   | 10   | 5  | —       | —       | 21   | 5    | 3    | 0    | 135  | 35   |
| 맨체스터 시티       | 2008–09     | 프리미어리그 | 31   | 14   | 0    | 0  | 0       | 0       | 10   | 1    | 0    | 0    | 41   | 15   |
| 맨체스터 시티       | 2009–10     | 프리미어리그 | 10   | 0    | 1    | 1  | 1       | 0       | —    | —    | —    | —    | 12   | 1    |
| 맨체스터 시티       | 합계        | 합계         | 41   | 14   | 1    | 1  | 1       | 0       | 10   | 1    | 0    | 0    | 53   | 16   |
| 산투스 (임대)       | 2010        | 세리이 A     | 2    | 0    | 8    | 6  | —       | —       | 0    | 0    | 12   | 5    | 22   | 11   |
| 산투스 (임대)       | 합계        | 합계         | 2    | 0    | 8    | 6  | —       | —       | 0    | 0    | 12   | 5    | 22   | 11   |
| 밀란                | 2010–11     | 세리에 A     | 34   | 14   | 4    | 1  | —       | —       | 7    | 0    | —    | —    | 45   | 15   |
| 밀란                | 2011–12     | 세리에 A     | 28   | 6    | 3    | 1  | —       | —       | 8    | 3    | 1    | 0    | 40   | 10   |
| 밀란                | 2012–13     | 세리에 A     | 23   | 2    | 1    | 0  | —       | —       | 3    | 0    | —    | —    | 27   | 2    |
| 밀란                | 2013–14     | 세리에 A     | 23   | 3    | 2    | 1  | —       | —       | 7    | 1    | —    | —    | 32   | 5    |
| 밀란                | 합계        | 합계         | 108  | 25   | 10   | 3  | —       | —       | 25   | 4    | 1    | 0    | 144  | 32   |
| 산투스 (임대)       | 2014        | 세리이 A     | 16   | 4    | 5    | 5  | —       | —       | 0    | 0    | 0    | 0    | 21   | 9    |
| 산투스 (임대)       | 2015        | 세리이 A     | 4    | 2    | 3    | 1  | —       | —       | 0    | 0    | 13   | 5    | 20   | 8    |
| 산투스 (임대)       | 합계        | 합계         | 20   | 6    | 8    | 6  | —       | —       | 0    | 0    | 13   | 5    | 41   | 17   |
| 광저우 에버그란데   | 2015        | 슈퍼리그     | 10   | 3    | 0    | 0  | —       | —       | —    | —    | 1    | 0    | 11   | 3    |
| 광저우 에버그란데   | 합계        | 합계         | 10   | 3    | 0    | 0  | —       | —       | —    | —    | 1    | 0    | 11   | 3    |
| 아틀레치쿠 미네이루 | 2016        | 세리이 A     | 30   | 12   | 8    | 3  | —       | —       | 7    | 1    | 10   | 9    | 55   | 25   |
| 아틀레치쿠 미네이루 | 2017        | 세리이 A     | 30   | 7    | 4    | 1  | —       | —       | 7    | 2    | 13   | 3    | 54   | 13   |
| 아틀레치쿠 미네이루 | 합계        | 합계         | 60   | 19   | 12   | 4  | —       | —       | 14   | 3    | 23   | 12   | 109  | 38   |
| 산투스 합계         | 산투스 합계 | 산투스 합계  | 130  | 53   | 17   | 12 | 0       | 0       | 39   | 16   | 58   | 28   | 244  | 109  |
| 경력 합계           | 경력 합계   | 경력 합계    | 450  | 139  | 49   | 25 | 1       | 0       | 109  | 29   | 86   | 40   | 695  | 233  |

1. ↑  토르네이우 히우-상파울루 출전 경기 포함
2. 1 2  코파 리베르타도레스 및 코파 수다메리카나 출전 경기 포함
3. 1 2 3 4  캄페오나투 파울리스타 출전 경기 포함
4. ↑  코파 리베르타도레스 출전 경기 포함
5. 1 2 3 4 5 6 7  UEFA 챔피언스리그 출전 경기 포함
6. 1 2  수페르코파 데 에스파냐 출전 경기 포함
7. ↑  UEFA컵 출전 경기 포함
8. ↑  수페르코파 이탈리아나 출전 경기 포함
9. ↑  FIFA 클럽 월드컵 출전 경기 포함
10. 1 2  캄페오나투 미네이루 출전 경기 포함

### 국가대표팀

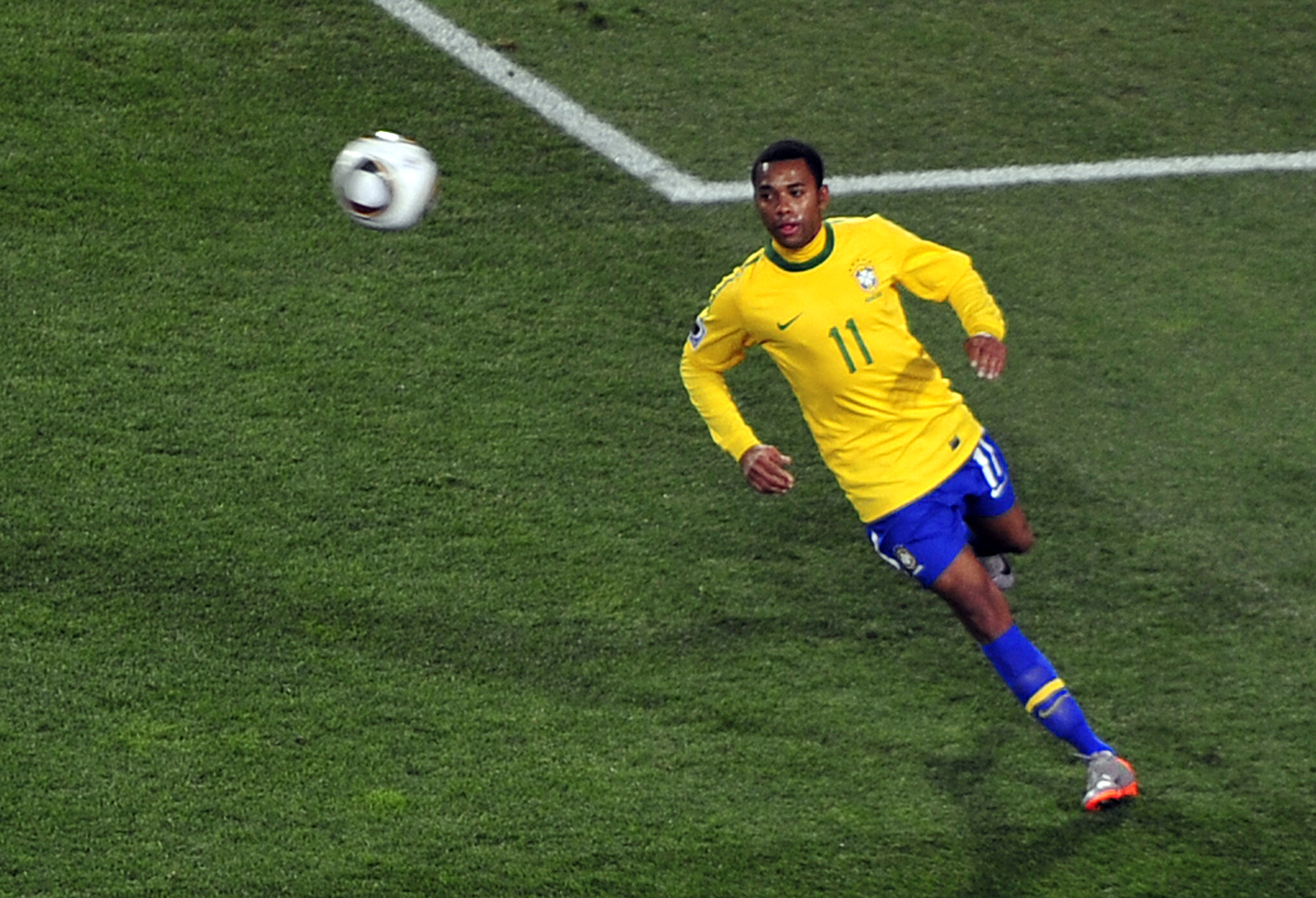
2010년 FIFA 월드컵에서 칠레를 상대하는 브라질의 호비뉴

2017년 1월 25일 기준
| 국가대표팀 | 연도 | 출장 | 골 |
| ---------- | ---- | ---- | -- |
| 브라질     |      |      |    |
| 2003       | 5    | 0    |    |
| 2004       | 1    | 0    |    |
| 2005       | 11   | 5    |    |
| 2006       | 10   | 0    |    |
| 2007       | 17   | 6    |    |
| 2008       | 11   | 5    |    |
| 2009       | 12   | 3    |    |
| 2010       | 11   | 6    |    |
| 2011       | 7    | 1    |    |
| 2012       | 0    | 0    |    |
| 2013       | 2    | 1    |    |
| 2014       | 3    | 0    |    |
| 2015       | 4    | 1    |    |
| 2016       | 0    | 0    |    |
| 2017       | 1    | 0    |    |
| 합계       | 100  | 28   |    |

### 국가대표팀 득점 기록
아래의 점수에서 왼쪽의 점수가 브라질의 점수이다.
| #   | 날짜             | 경기장                                                                 | 상대       | 점수 | 최종결과     | 대회                         |
| --- | ---------------- | ---------------------------------------------------------------------- | ---------- | ---- | ------------ | ---------------------------- |
| 1.  | 2005년 2월 9일   | 홍콩 스타디움, 완자이, 홍콩                                            | 홍콩       | 6–0  | 7–1          | 2005년 구정컵                |
| 2.  | 2005년 6월 5일   | 이스타지우 베이라-히우, 포르투 알레그리, 브라질                        | 파라과이   | 4–1  | 4–1          | 2006년 FIFA 월드컵 예선전    |
| 3.  | 2005년 6월 16일  | 첸트랄슈타디온, 라이프치히, 독일                                       | 그리스     | 2–0  | 3–0          | 2005년 FIFA 컨페더레이션스컵 |
| 4.  | 2005년 6월 22일  | 뮌게어스도퍼 슈타디온, 쾰른, 독일                                      | 일본       | 1–0  | 2–2          | 2005년 FIFA 컨페더레이션스컵 |
| 5.  | 2005년 9월 4일   | 이스타지우 마네 가힌샤, 브라질리아, 브라질                             | 칠레       | 2–0  | 5–0          | 2006년 FIFA 월드컵 예선전    |
| 6.  | 2007년 7월 1일   | 에스타디오 모누멘탈 데 마투린, 마투린, 베네수엘라                      | 칠레       | 1–0  | 3–0          | 2007년 코파 아메리카         |
| 7.  | 2007년 7월 1일   | 에스타디오 모누멘탈 데 마투린, 마투린, 베네수엘라                      | 칠레       | 2–0  | 3–0          | 2007년 코파 아메리카         |
| 8.  | 2007년 7월 1일   | 에스타디오 모누멘탈 데 마투린, 마투린, 베네수엘라                      | 칠레       | 3–0  | 3–0          | 2007년 코파 아메리카         |
| 9.  | 2007년 7월 4일   | 에스타디오 호세 안토니오 안소아테기, 바르셀로나, 베네수엘라            | 에콰도르   | 1–0  | 1–0          | 2007년 코파 아메리카         |
| 10. | 2007년 7월 7일   | 에스타디오 호세 안토니오 안소아테기, 바르셀로나, 베네수엘라            | 칠레       | 3–0  | 6–1          | 2007년 코파 아메리카         |
| 11. | 2007년 7월 7일   | 에스타디오 호세 안토니오 안소아테기, 바르셀로나, 베네수엘라            | 칠레       | 4–0  | 6–1          | 2007년 코파 아메리카         |
| 12. | 2008년 2월 6일   | 크로크 파크, 더블린, 아일랜드                                          | 아일랜드   | 1–0  | 1–0          | 친선경기                     |
| 13. | 2008년 5월 31일  | 센추리링크 필드, 시애틀, 미국                                          | 캐나다     | 3–2  | 3–2          | 친선경기                     |
| 14. | 2008년 9월 7일   | 에스타디오 나시오날 데 칠레, 산티아고, 칠레                            | 칠레       | 2–0  | 3–0          | 2010년 FIFA 월드컵 예선전    |
| 15. | 2008년 10월 12일 | 에스타디오 폴리데포르티보 데 푸에블로 누에보, 산크리스토발, 베네수엘라 | 베네수엘라 | 2–0  | 4–0          | 2010년 FIFA 월드컵 예선전    |
| 16. | 2008년 10월 12일 | 에스타디오 폴리데포르티보 데 푸에블로 누에보, 산크리스토발, 베네수엘라 | 베네수엘라 | 4–0  | 4–0          | 2010년 FIFA 월드컵 예선전    |
| 17. | 2009년 2월 10일  | 에미레이트 스타디움, 런던, 잉글랜드                                    | 이탈리아   | 2–0  | 2–0          | 친선경기                     |
| 18. | 2009년 6월 10일  | 이스타지우 두 아루다, 헤시피, 브라질                                   | 파라과이   | 1–1  | 2–1          | 2010년 FIFA 월드컵 예선전    |
| 19. | 2009년 6월 18일  | 로프터스 버스펠드 스타디움 프리토리아, 남아프리카 공화국               | 미국       | 2–0  | 3–0          | 2009년 FIFA 컨페더레이션스컵 |
| 20. | 2010년 3월 2일   | 에미레이트 스타디움, 런던, 잉글랜드                                    | 아일랜드   | 2–0  | 2–0          | 친선경기                     |
| 21. | 2010년 6월 2일   | 짐바브웨 국립 경기장, 하라레, 짐바브웨                                 | 짐바브웨   | 2–0  | 3–0          | 친선경기                     |
| 22. | 2010년 6월 7일   | 탄자니아 국립 경기장, 다르에스살람, 탄자니아                           | 탄자니아   | 1–0  | 5–1          | 친선경기                     |
| 23. | 2010년 6월 7일   | 탄자니아 국립 경기장, 다르에스살람, 탄자니아                           | 탄자니아   | 2–0  | 5–1          | 친선경기                     |
| 24. | 2010년 6월 28일  | 엘리스 파크 스타디움, 요하네스버그, 남아프리카 공화국                  | 칠레       | 3–0  | 3–0          | 2010년 FIFA 월드컵           |
| 25. | 2010년 7월 2일   | 넬슨만델라베이 경기장, 포트엘리자베스, 남아프리카 공화국               | 네덜란드   | 1–0  | 1–2          | 2010년 FIFA 월드컵           |
| 26. | 2011년 8월 10일  | 메르세데스-벤츠 아레나, 슈투트가르트, 독일                             | 독일       | 1–2  | 2–3          | 친선경기                     |
| 27. | 2013년 11월 19일 | 로저스 센터, 토론토, 캐나다                                            | 칠레       | 2–1  | 2–1          | 친선경기                     |
| 28. | 2015년 6월 27일  | 에스타디오 무니시팔 데 콘셉시온, 콘셉시온, 칠레                        | 파라과이   | 1–0  | 1–1 (3–4 승) | 2015년 코파 아메리카         |

## 수상

#### 산투스[84]
- 캄페오나투 브라질레이루 세리이 A: 2002, 2004
- 캄페오나투 파울리스타: 2010, 2015
- 코파 두 브라지우: 2010

#### 레알 마드리드[84]
- 라 리가: 2006–07, 2007–08
- 수페르코파 데 에스파냐: 2008

#### AC 밀란[84]
- 세리에 A: 2010–11
- 수페르코파 이탈리아나: 2011

#### 광저우 에버그란데[84]
- 중국 슈퍼리그: 2015

#### 아틀레치쿠 미네이루[84]
- 캄페오나투 미네이루: 2017

#### 이스탄불 바샥세히르
- 쉬페르 리그 : 2019-20

#### 브라질[84]
- FIFA 컨페더레이션스컵: 2005, 2009
- 코파 아메리카: 2007
- 수페르클라시코 데 라스 아메리카스: 2014[85]

### 개인
- 발롱도르 9위 : 2007
- 남아메리카 올해의 팀: 2002, 2003, 2004[86]
- 볼라 지 프라타: 2002, 2004, 2016
- 볼라 지 오우루: 2004
- 월드 사커 올해의 신인 선수: 2005[87]
- 코파 아메리카 대회 최우수 선수: 2007
- 코파 아메리카 득점왕 : 2007
- 캄페오나투 파울리스타 올해의 팀: 2015[88]
- 캄페오나투 브라질레이루 세리이 A 올해의 팀: 2016[89]

## 같이 보기
- A매치 100경기 이상 출전한 축구 선수 명단